# Kolonnedestillation
Ved kolonnedestillation bliver en væske varmet op til omkring kogepunktet. Det betyder, at ethanol samt en del af vandet vil fordampe. Ethanol har et lavere kogepunkt og begynder at fordampe før vandet. Herefter vil dampen komme op i lange glasrør. I glasrøret vil tynde glasrør afkøle dampen. Når dampen afkøles og går fra luftform til flydende form, afgives  en masse energi, som igen bliver brugt til en ny destillation, som øger koncentrationen af alkohol.
| Kemi | Spire Denne artikel om kemi er en spire som bør udbygges. Du er velkommen til at hjælpe Wikipedia ved at udvide den. |